# Yogi Bear in Yogi Bear's Goldrush
Pour le personnage de fiction, voir Yogi l'ours.
Yogi Bear in Yogi Bear's Goldrush (Yogi Bear's Gold Rush en Amérique du Nord) est un jeu vidéo d'action et de plates-formes développé par Twilight et sorti en 1994 sur Game Boy.
Il est basé sur le personnage d'animation Yogi l'ours.

## Accueil
- GamePro : 3,5/5[1]
- Video Games : 38 %[2]